# 18 Pułk Huzarów (Cesarstwo Niemieckie)
18 pułk huzarów im. Króla Alberta ( 1 Saksoński) (niem. 1. Königlich Sächsisches Husaren-Regiment „König Albert“ Nr. 18)  – pułk kawalerii niemieckiej okresu Cesarstwa Niemieckiego.

## Charakterystyka
Pułk został sformowany 26 października 1734. Stacjonował w Grossenhain . Wchodził w skład XII Korpusu Armijnego .

 Wiosną 1914 był w strukturze 32 Brygady Kawalerii z 32 Dywizji Piechoty.
W wyniku mobilizacji, w sierpniu 1914 pułk osiągnął gotowość bojową i w składzie 32 Dywizji Piechoty z XII Korpusu Armijnego| został wysłany na front zachodni.